# Região Norte (Malawi)
A Região Norte do Malawi, é uma das 3 regiões do Malawi. Sua capital é a cidade de Mzuzu.

## Distritos
- Chitipa
- Karonga
- Likoma
- Mzimba
- Nkhata Bay
- Rumphi